# Bauhinia lyrata
Bauhinia lyrata là một loài thực vật có hoa trong họ Đậu. Loài này được Raizada miêu tả khoa học đầu tiên.